# Боескоров, Гаврил Ксенофонтович
Гаврил Ксенофонтович Боескоров (1915—1983) — советский учёный-литературовед, педагог. Кандидат филологических наук (1954). Заслуженный деятель науки Якутской АССР (1975). Лауреат Государственной премии Якутской АССР имени П. А. Ойунского (1974).

## Биография
Гаврил Боескоров родился 15 (26) января 1915 года в бедной крестьянской семье Сургулукского наслега Верхневилюйского улуса Якутии. По окончании Вилюйского педагогического училища несколько лет работал учителем. В 1938 году поступил на отделение русского языка и литературы Якутского педагогического института, по окончании которого с 1942 года работал учителем русского языка, директором Вилюйской средней школы, инспектором районо и Вилюйского педучилища по заочному обучению.
В 1949 году был назначен заместителем директора по заочному обучению Якутского государственного пединститута. По окончании аспирантуры в 1954 году защитил диссертацию на соискание степени кандидата филологических наук на тему «Якутская художественная литература в годы Великой Отечественной войны», в которой обобщил опыт якутской литературы, отражающей тему защиты Отечества, раскрыл её основные идейно-эстетические принципы.
С 1953 года работал в Институте языка, литературы и истории младшим научным сотрудником, а с 1964 года — старшим научным сотрудником.

## Научная деятельность
Гаврил Ксенофонтович Боескоров является автором 7 монографий, сотни статей и очерков, освещающих историю развития жанра прозы в якутской литературе, проблемы национального характера, теоретические вопросы сюжета и композиции
литературного произведения, взаимосвязь и взаимовлияние литератур, ценностные ориентиры в художественном творчестве. Среди них:
- Якутский народный певец С. А. Зверев (1956);
- Роман о весне якутского народа (1957);
- Творчество Н. Д. Неустроева (1959);
- Якутская художественная литература в годы Великой Отечественной войны (1960);
- Развитие жанров прозы в якутской советской литературе (1961);
- Вопросы сюжета и композиции в якутской прозе (1965);
- Мастерство Н. Е. Мординова (1973);
- Творчество П. Н. Тобурокова (1981).

Особый интерес представляют монографии учёного, посвящённые творчеству якутских писателей и поэтов: Николая Неустроева, Платона Ойунского, Николая Мордвинова, Эрилика Эристиина и других. За многолетнюю плодотворную творческую деятельность и за монографическое исследование «Мастерство Н. Е. Мординова» Гаврил Ксенофонтович Боескоров в 1974 году был удостоен Государственной премии Якутской АССР имени П. А. Ойунского.